# Pino Ippolito Armino
Giuseppe Ippolito Armino, detto Pino (Palmi, 5 novembre 1954), è uno scrittore e saggista italiano, è iscritto all'albo dei giornalisti del Piemonte, è laureato in ingegneria e ha studiato economia e informatica, è membro dell'Officina dei Saperi fondata da Piero Bevilacqua e dell'Istituto Ugo Arcuri per la storia dell'antifascismo e dell’Italia contemporanea. Collabora con il quotidiano il manifesto e con la rivista Left.

## Biografia
Dopo aver conseguito la maturità classica nel 1972 al Liceo "Nicola Pizi" di Palmi, nel 1978 si è laureato in ingegneria nucleare al Politecnico di Torino, completando poi i suoi studi universitari con la frequenza del primo biennio della facoltà di Economia. Come ricercatore scientifico ha preso parte alle prime sperimentazioni sul riconoscimento automatico della voce in Olivetti e ha concluso la carriera professionale come dirigente in Intesa Sanpaolo.
Nel 2011 ha fondato il Circolo politico-culturale "A. Armino" e nel 2014 la rivista mensile Azione Metropolitana. È stato candidato a sindaco della città di Palmi nel 2017. Nel 2021 ha vinto il premio letterario "Città di Siderno" e il premio "Saverio Italiano". Nel 2023 il Comune di Sant’Agata d'Esaro (CS) gli ha conferito il premio "Facio – Amici di Sant'Agata". Nello stesso anno, con il regista Maurizio Marzolla e con il patrocinio dell'Associazione Nazionale Partigiani d'Italia , ha realizzato il film "Fino alla fine comites! Meridionali nella Resistenza" che ha ricevuto la menzione speciale nell'edizione 2025 del Valsusa Filmfest per la sezione Fare Memoria e da cui è stato tratto un libro.

## Opere
- Azionismo e sindacato. Vita di Antonio Armino, Rubbettino, Soveria Mannelli 2012
- Brigantaggio politico nelle Due Sicilie, Città del Sole, Reggio Calabria 2015
- Quando il Sud divenne arretrato, Guida, Napoli 2018
- 5 Ragioni per stare alla larga da Pino Aprile, Luigi Pellegrini, Cosenza 2019
- Lo sbarco dei Garibaldini in Calabria nel 1860 e la “bella morte” di Paul de Flotte in Sud Contemporaneo, anno XVII n.1/2, Settembre 2019
- L'utopia precaria: il '68 dei Calabresi in (a cura di Capobianco L., Rovinello M.) Leggere il tempo negli spazi. Il '68 cinquanta anni dopo visto da Sud, Edizioni Scientifiche Italiane, Napoli 2019
- Storia della Calabria partigiana, Luigi Pellegrini, Cosenza 2020
- (con Perna Tonino) Ritorno al futuro. Manifesto per l’Unità d’Italia, Castelvecchi, Roma 2020
- Antonio Armino in Resistenza Resistoria, Edizioni Scientifiche Italiane, Napoli 2020
- Il fantastico regno delle Due Sicilie, Laterza, Roma-Bari 2021
- Le false illusioni dell'economia circolare in (a cura di Drago T., Scandurra E.) Cambiamento o catastrofe? La specie umana al bivio, Castelvecchi, Roma 2022
- Indagine sulla morte di un partigiano, Bollati-Boringhieri, Torino 2023
- (con Marzolla Maurizio) Fino alla fine comites! Meridionali nella Resistenza, Città del Sole, Reggio Calabria 2024
- (con Perna Tonino) Viaggio in Italia. 70 anni dopo Guido Piovene, Altreconomia, Milano 2024
- Guerra all'habitat - Le emissioni climalteranti delle attività belliche, Quaderni della decrescita, anno 1 n.2 (2024), Maggio/Settembre 2024
- Storia dell'Italia meridionale, Laterza, Bari-Roma 2025